# یواس‌سی‌جی‌سی جنتیان (دبلیوال‌بی-۲۹۰)
یواس‌سی‌جی‌سی جنتیان (دبلیوال‌بی-۲۹۰) (به انگلیسی: USCGC Gentian (WLB-290)) یک کشتی است که طول آن ۱۸۰ فوت (۵۵ متر) می‌باشد. این کشتی در سال ۱۹۴۲ ساخته شد.